# Lidia Pelliccioni
Lidia Pelliccioni (ur. 1957) – sanmaryńska lekkoatletka specjalizująca się w rzutach.

## Rekordy życiowe
- Pchnięcie kulą – 9,68 (1976) były rekord San Marino[1]
- Rzut dyskiem – 32,32 (1975) do 2013 rekord San Marino[2] / 33,64 (1978[3]) rekord San Marino (nieuznany przez IAAF)
- Rzut oszczepem – 35,44 (1976) rekord San Marino (nieuznany przez IAAF)[3][4]